# Логор Терезин
Логор Терезин је основао СС (Заштитни одред - Шуцштафел) током Другог светског рата у граду тврђави Терезин, који се тада налазио у Протекторату Чешке и Моравске (регион Чехословачке под немачком окупацијом). Логор Терезин је служио двема главним сврхама: истовремено је био путна станица до логора смрти и „пензионерско насеље“ за старије и истакнуте Јевреје да доведу њихове заједнице у заблуду о коначном решењу. Услови у логору су намерно направљени тако да убрзају смрт затвореника, а гето је такође имао и пропагандну улогу. За разлику од других гета, експлоатација принудног рада није била економски значајна.
Логор је настао транспортом чешких Јевреја у новембру 1941. године. Први немачки и аустријски Јевреји стигли су јуна 1942; холандски и дански Јевреји су дошли на почетку 1943. године, а заробљеници најразличитијих националности послати су у Терезин у последњим месецима рата. Око 33.000 људи умрло је у Терезину, углавном од неухрањености и болести. Више од 88.000 људи је тамо држано месецима или годинама пре него што су депортовани у логоре смрти и друга места убијања; улога Јеврејског савета (Judenrat) у избору оних који ће бити депортовани изазвала је значајне контроверзе. Укључујући 4.000 преживелих депортованих, укупан број преживелих је био око 23.000.
Логор Терезин је био познат по релативно богатом културном животу, укључујући концерте, предавања и тајно образовање деце. Чињеница да је њиме управљала јеврејска самоуправа, као и велики број „истакнутих“ Јевреја који су тамо били затворени, омогућили су процват културног живота. Ово духовно наслеђе привукло је пажњу научника и изазвало интересовање за гето. У послератном периоду суђено је неколицини СС егзекутора и чешких стражара, али су га совјетске власти генерално заборавиле. Музеј логора Терезин сваке године посети 250.000 људи.

## Оснивање
Град тврђава Терезин (чеш. Terezín) се налази у северозападном региону Чешке, преко реке од града Литомјержице (чеш. Litoměřice) и око 70 км северно од Прага. Основан 22. септембра 1784. године по налогу хабзбуршког монарха Јозефа II, назван је Theresienstadt, по његовој мајци Марији Терезији. Theresienstadt је као војну базу користила Аустроугарска, а касније и Прва Чехословачка Република након 1918. године, док је „Мала тврђава“ преко реке била затвор. Након Минхенског споразума у септембру 1938. Немачка је анектирала Судете (чехословачка област немачког говорног подручја). Иако су Литомјержице уступљене Немачкој, Theresienstadt (Терезин) је остао у Чехословачкој све до немачке инвазије 15. марта 1939.   Мала тврђава је 1940. постала затвор Гестапоа, а град-тврђава је постао војна Вермахт база, са око 3.500 војника и 3.700 цивила, углавном запослених у војсци, која је ту живела 1941.  
У октобру 1941. године, док је Главни уред безбедности Рајха (РСХА) планирао транспорт Јевреја из Немачке, Аустрије и Протектората у логоре у источној Европи коју су окупирали нацисти, одржан је састанак на којем је одлучено да се Терезин претвори у транзитни центар за чешке Јевреје. Међу присутнима су били Адолф Ајхман, вођа секције РСХА    IV Б 4 (Јеврејска питања) и Ханс Гинтер, директор Централне канцеларије за емиграцију Јевреја у Прагу. Рајнхард Хајдрих, шеф РСХА, одобрио је Терезин као локацију за гето. На Ванзејској конференцији 20. јануара 1942. Хајдрих је најавио да ће се Терезин користити за смештај Јевреја старијих од 65 година, као и оних који су тешко рањени борећи се за Централне силе у Првом светском рату или су освојили гвоздене Крст 1. класе или више одликовање за време тог рата. Ови Јевреји нису могли да обављају принудни рад и стога је Терезин помогао да се сакрије права природа депортације на исток. Касније је Терезин постао и дом „истакнутих“ Јевреја чији би нестанак у логору смрти могао да привуче пажњу из иностранства.  Да би уљуљкали жртве у лажни осећај сигурности, СС је рекламирао Терезин као „бањски град“ у којем су Јевреји могли да се пензионишу, и охрабривао их да потпишу лажне уговоре о куповини кућа, плаћају „депозите“ за кирију и храну и полисе осигурања живота.   

## Историја

### 1941.
Дана 24. новембра 1941. први воз депортованих стигао је у судетску касарну у Терезину; то су била 342 младића Јевреја чији је задатак био да припреме град за долазак хиљада других Јевреја од 30. новембра.   Други транспорт од 1.000 људи стигао је 4. децембра; ово је укључивало Јакоба Еделштајна и првобитне чланове Већа старешина (Јуденрат).  Депортовани у гето морали су да предају сву имовину осим 50 кг пртљага, који су морали да носе са собом од железничке станице Бохушовице, 24 км далеко; ход је био тежак за старије и болесне Јевреје, од којих су многи умрли на путу.  По доласку, затвореници су послати у schleuse, где су укњижени и одузет им је преостали посед. 
Транспорти од 24. новембра и 4. децембра, који су се састојали углавном од јеврејских занатлија, инжењера и других квалификованих радника, били су познати као Aufbaukommando  и њихови чланови су били изузети од депортације до септембра 1943.   Чланови Aufbaukommando-а су креативним методама унапредили инфраструктуру логора и припремили га за смештај у просеку 40.000 људи током његовог постојања. Пројекат изградње је финансиран украденом јеврејском имовином.  Када је стигао први транспорт, постојала је само једна бачва за кафу капацитета 300 л; до следеће године, било је довољно котлова да се направи 50.000 шољица замена кафе за два сата. Водовод се често кварио током првих месеци због неадекватног капацитета. Да би се побољшало снабдевање пијаћом водом, како би сви могли свакодневно да се перу, радници су избушили бунаре и ремонтовали цевовод. Немци су обезбедили материјале за ова побољшања, углавном да би се смањила могућност ширења заразних болести изван гета, али су јеврејски инжењери управљали пројектима. 
Јевреји су живели у једанаест барака у тврђави, док су грађани наставили да насељавају 218 цивилних кућа.   Сегрегација између ове две групе је била стриктно примењивана и резултирала је оштрим казнама за Јевреје који би напустили своје касарне.  До краја године, 7.365 људи је депортовано у гето, од којих је 2.000 било из Брна, а остали из Прага. 

### 1942.
Први транспорт из Терезина кренуо је 9. јануара 1942. у логор Рига. Био је то једини транспорт чије је одредиште било познато депортованима; остали транспорти једноставно су ишли на „исток”.  Следећег дана, СС је јавно обесио девет мушкараца због кријумчарења писама из логора, што је догађај који је изазвао широко распрострањени гнев и узнемиреност. Први транспорти су циљали углавном на радно способне људе.  Ако би једна особа у породици била одабрана за превоз, чланови породице би се обично добровољно јавили да га прате, што је анализирано као пример породичне солидарности  или друштвених очекивања.  Од јуна 1942. СС је интернирао старије и „истакнуте“ Јевреје из Рајха у Терезин. Због потребе за смештајем ових Јевреја, Чеси не-Јевреји који су живели у Терезину су протерани, а град је затворен до краја јуна.   У мају је самоуправа смањила оброке за старије како би повећала храну за физичке раднике, као део своје стратегије да спасе што више деце и младих да емигрирају у Палестину након рата.  
101.761 затвореник је стигао у Терезин 1942. године,  што је довело до врхунца становништва 18. септембра 1942, од 58.491.  Стопа смртности је такође достигла врхунац тог месеца са 3.941 умрлим.  Лешеви су данима остајали непокопани, а гробари који су носили ковчеге улицама били су редован призор. Да би ублажили пренасељеност, Немци су у јесен 1942. депортовали 18.000 углавном старијих људи у девет транспорта.  Већина људи депортованих из Терезина 1942. је одмах убијена, било у логорима смрти Операције Рајнхард или на местима масовних погубљења у Балтичким државама и Белорусији, као што су Калеви-Лива и Мали Тростенец. Многи транспорти нису имали преживеле. Немци су на принудни рад бирали мали број здравих младих људи.   Укупно, 42.000 људи, углавном чешких Јевреја, депортовано је из Терезина 1942. године, од којих је познато само 356 преживела. 

### 1943.
У јануару је седам хиљада људи депортовано у концентрациони логор Аушвиц.  Током истог месеца, стигли су лидери јеврејске заједнице из Берлина и Беча, а руководство је реорганизовано тако да су укључили Пола Епштајна, немачког ционисту, и Бенџамина Мурмелштајна, аустријског рабина; Еделштајн је био приморан да буде Еппштајнов заменик.  Почетком фебруара, Ернст Калтенбрунер, шеф РСХА, предложио је депортацију додатних пет хиљада старијих Јевреја. Шеф СС-а Хајнрих Химлер је то одбио, због све веће потребе за Терезином као алибијем да сакрије информације о холокаусту које су стизале до западних савезника.  Није било више транспорта из Терезина све до депортације 5.000 Јевреја у породични логор Терезин у Аушвицу у септембру. 
Затвореници су такође имали нешто више привилегија, укључујући поштанску преписку и право на примање пакета са храном.  Дана 24. августа 1943, 1.200 јеврејске деце из гета Бјалистока у Пољској стигло је у Терезин.  Одбили су да буду дезинфиковани због страха да су тушеви гасне коморе . Овај инцидент је био један од јединих трагова о томе шта се догодило онима који су депортовани из Терезина. Деца су држана у строгој изолацији шест недеља пре депортације у Аушвиц; ниједно дете није преживело.   Дана 9. новембра 1943, Еделштајн и други администратори гета су ухапшени, оптужени да су прикривали бекство педесет пет затвореника. Два дана касније, командант Антон Бургер наредио је попис целокупног становништва гета, отприлике 36.000 људи у то време. Сви затвореници, без обзира на године, морали су да стоје напољу по хладном времену од 7 до 23 сата; 300 људи умрло је на терену од исцрпљености. Пет хиљада затвореника, укључујући Еделштајна и друге ухапшене вође, послато је у породични логор у Аушвицу 15. и 18. децембра. 
293 Јевреја стигла су у Терезин из Вестерборка (у Холандији) у априлу 1943, али остатак од 4894 Јевреја који су на крају депортовани из Вестерборка у Терезин стигао је током 1944.   450 Јевреја из Данске—неколицина који нису побегли у Шведску — стигао у октобру 1943. Истраге данске владе након тога спречиле су њихову депортацију, а на крају су СС овластили представнике Данског Црвеног крста и Међународног комитета Црвеног крста (МКЦК) да посете Терезин.   Архива РСХА је у јулу 1943. превезена у Терезин, чиме је смањен простор за затворенике,  и похрањена у судетској касарни све док није спаљена 17. априла 1945. по наређењу СС-а. 

### 1944.
Фебруара 1944.  СС је кренуо у кампању „улепшавања“ за припрему гета за посету Црвеног крста. Многи "истакнути" затвореници и дански Јевреји су поново смештени у приватне, боље одаје. Улице су преименоване и очишћене; постављене су лажне радње и школа; СС је подстицао затворенике на све већи број културних активности, које су превазилазиле оне у обичном граду у мирнодопско време.   У оквиру припрема, 7.503 особе су послате у породични логор у Аушвиц у мају; транспорти су циљали на болесне, старије и инвалиде којима није било места у идеалном јеврејском насељу.  
За преостале затворенике услови су се донекле побољшали:  према речима једног преживелог, „Лето 1944. било је најбоље време које смо имали у Терезину. Нико није мислио на нове транспорте.“  Дана 23. јуна 1944. посетиоци су вођени у обилазак „Потемкиновог села“;  нису приметили ништа лоше, а представник МКЦК-а Морис Росел је известио да нико није депортован из Терезина.   Рабин Лео Бек, духовни вођа у Терезинштату, изјавио је да је „Утицај на наш морал био разарајући. Осећали смо се заборављени и напуштени.“  У августу и септембру је снимљен пропагандни филм који је постао познат као Der Führer schenkt den Juden eine Stadt („Фирер даје град Јеврејима“), али никада није дистрибуиран.  
Епштајну, Цукеру и Мурмелштајну је 23. септембра речено да је ратна производња Терезина неадекватна и да ће као последица тога 5.000 Јевреја бити депортовано у нови радни логор који је водио Цукер.  Епштајн је 27. септембра ухапшен и стрељан у Малој тврђави због наводних кршења закона. Мурмелштајн је постао јеврејски старешина и задржао ту функцију до краја рата.  Депортација већине преосталог становништва у Аушвиц—18.401 особа у једанаест транспорта  почела је следећег дана и трајала је до 28. октобра.  
Раније је самоуправа бирала људе који ће бити депортовани, али сада је СС извршио селекцију, осигуравајући да многи чланови Јеврејског савета, радници Aufbaukommando-а и културне личности буду депортовани и убијени у Аушвицу.   Прва два транспорта су уклонила све бивше официре чехословачке војске, за које се сматрало да представљају претњу због изазивања устанка у Терезину.  До новембра, само 11.000 људи је остало у Терезину, већином старијих;  70% су биле жене.  Тог месеца пепео преминулих затвореника уклониле су жене и деца. Посмртни остаци 17.000 људи бачени су у реку ОхреОхре, а остатак пепела је закопан у јамама близу Литомјержица.  

### 1945.
Терезин је постао одредиште транспорта пошто су нацистички концентрациони логори евакуисани. Након престанка транспорта у Аушвиц, 416 словачких Јевреја је 23. децембра 1944. послато из Середа у Терезин; додатни транспорти 1945. године довели су до укупног броја од 1.447. Словачки Јевреји су причали о судбини депортованих на исток, али су многи одбијали да верују у то. У марту је стигло 1.150 мађарских Јевреја који су преживели марш смрти за Беч.   Године 1945. 5.200 Јевреја који су живели у мешовитим браковима са „Аријевцима“, који су претходно били заштићени, депортовани су у Терезин. 
Дана 5. фебруара 1945, након преговора са швајцарским политичарем Жан-Маријем Мусијем,  Химлер је пустио транспорт од 1.200 Јевреја (углавном из Немачке и Холандије)  из Терезина у неутралну Швајцарску; Јевреји су у овом транспорту путовали у путничким аутомобилима Пуллман, били су опремљени разним луксузним стварима и морали су да скину своје значке Давидове звезде.  Јеврејске организације су депоновале откуп од 5 милиона швајцарских франака на депоноване рачуне.  Дански краљ Кристијан обезбедио је ослобађање данских интернираних из Терезина 15. априла 1945. године. Бели аутобуси, организовани у сарадњи са Шведским Црвеним крстом, репатрирали су 423 преживела данска Јевреја.   
Почевши од 20. априла, између 13.500 и 15.000 затвореника концентрационих логора, углавном Јевреја, стигло је у Терезин након што су преживели маршеве смрти из логора које су савезници требало да ослободе. Затвореници су били у веома лошем физичком и психичком стању, и, као и деца из Бјалистока, одбијали су дезинфекцију у страху да ће бити упаљени гасом. Умирали су од глади и заражени вашкама и тифусном грозницом, чија је епидемија убрзо беснела у гету и однела многе животе.  Затвореник из Терезина описао их је као „више нису људи, они су дивље животиње“. 
Црвени крст је преузео управу над гетом и уклонио СС заставу 2. маја 1945; СС је побегао 5–6. маја.    Дана 8. маја, трупе Црвене армије су се сукобиле са немачким снагама изван гета и ослободиле га у 21 сат.  11. маја стигле су совјетске медицинске јединице да преузму контролу над гетом; следећег дана, Јиржи Вогел, чешки јеврејски комуниста, постављен је за старешину и служио је све док гето није био распуштен. Терезин је био једини ослобођени нацистички логор са значајном популацијом преживелих.  Совјетске власти су 14. маја увеле строги карантин да би обуздале епидемију тифуса;  више од 1.500 затвореника и 43 лекара и медицинских сестара умрло је у време ослобођења.  После две недеље, карантин је окончан и администрација се фокусирала на повратак преживелих у њихове земље порекла; репатријација је настављена до 17. августа 1945. 

## Командовање и контрола
Терезин је био хибрид гета и концентрационог логора, са карактеристикама оба.  Основан је наредбом РСХА 1941. и за разлику од других концентрационих логора, није био под управом Главног економског и административног уреда СС-а. Уместо тога, командант СС-а је извештавао Ханса Гинтера, директора Централне канцеларије за јеврејску емиграцију у Прагу, чији је претпостављени био Адолф Ајхман. Терезин је такође потпао под команду вође СС-а и полиције Карла Хермана Франка, шефа полиције у Протекторату, пошто је класификован као камп којим управљају СС и полиција. Командант СС-а је био задужен за око 28 есесоваца, 12 цивилних службеника, чешке жандарме који су чували гето и јеврејску самоуправу. Први командант је био Зигфрид Зајдл, кога је 3. јула 1943. заменио Антон Бургер. Бургер је преименован и замењен Карлом Рамом у јануару 1944; Рам је управљао гетом све док СС није побегао 5. маја 1945. Сви команданти СС-а су распоређени у Терезин са чином СС-Оберштурмфирер. 
Гето је својевремено чувало 150–170  чешких жандарма. Стражари, који су често кријумчарили писма и храну у замену за мито,  су често били ротирани како би се избегли контакти између чувара и затвореника.  Четрнаест стражара је било затворено у Малој тврђави због помагања или контактирања Јевреја; двојица су умрла од последица затварања.  Први командант жандарма,  Теодор Јанечек, био је „бесни антисемит“ чије је понашање „понекад надмашило СС у окрутности“, каже израелска историчарка Ливија Роткирхен.  Јанечека је заменио Мирослав Хасенкопф 1. септембра 1943.  Гето гарда, полиција састављена од јеврејских затвореника, формирана је 6. децембра 1941. и пријављена јеврејској самоуправи. Реконституисана је неколико пута и на свом врхунцу у фебруару 1943. бројала је 420 људи  .

## Јеврејска самоуправа
Јеврејска самоуправа номинално је управљала гетом. Самоуправа је укључивала јеврејског старешину, заменика, и Веће старешина (Јуденрат) и Централни секретаријат испод кога су различита одељења управљала животом у гету.  Први од јеврејских старешина Терезина био је Јакоб Еделштајн, ционистички вођа. Еделштајн и његов заменик, Ото Цукер, првобитно су планирали да претворе Терезин у продуктиван економски центар и на тај начин избегну депортације; нису били свесни да су нацисти већ планирали да депортују све Јевреје и претворе Терезин у немачко насеље. Терезин је била једина јеврејска заједница у нацистички окупираној Европи коју су водили ционисти. 
Самоуправу је карактерисала претерана бирократија.  У својој значајној студији Theresienstadt 1941–45, Х.Г. Адлеров списак свих одељења и пододељења имао је 22 странице.  1943. године, када су у гето стигли представници аустријске и немачке јеврејске заједнице, управа је реорганизована тако да су укључени аустријски и немачки Јевреји. За везу са командом СС одређен је Пол Епштајн из Берлина, док је Еделштајн био дужан да буде његов заменик. СС је искористио националне поделе да посеје интриге и нејединство. 

### Корупција
Економија Терезина била је веома корумпирана. Поред „истакнутих“ затвореника, највиши статус у гету имали су млади чешки Јевреји. Као првим затвореницима у гету, већина привилегованих положаја у гету припала је овој групи.  Они који су били задужени за дистрибуцију хране обично су узимали испоруку како би уштедели више за себе или своје пријатеље, што је појачало изгладњивање, посебно за старије Јевреје.  СС је такође крао испоруке хране намењене затвореницима.  Многи функционери у Одељењу за саобраћај су се обогатили примањем мита.  Моћни појединци покушавали су, и често су успевали, да своје пријатеље изузму од депортације, што су затвореници приметили у то време.  Пошто су чешки ционисти имали несразмеран утицај у самоуправи, често су били у могућности да обезбеде боље послове и изузеће од транспорта за друге чешке ционисте. 

### Здравствена заштита
Због нехигијенских услова у гету и несташице чисте воде, лекова и хране, многи затвореници су се разболели.  30% становништва гета је 1942. класификовано као оболело од шарлаха, тифуса, дифтерије, дечије парализе или енцефалитиса; хладно време у јесен те године повећало је проблем вашки. У свакој касарни за најтеже случајеве организоване су импровизоване болнице, у којима су углавном радиле медицинске сестре.  Већина медицинских сестара није била обучена и морале су да обављају сав посао, укључујући чишћење болесничких соба, одлагање људског отпада, послуживање хране и забављање пацијената.  Иако су медицинске сестре, којих је било у недостатку, биле изузете од депортације до октобра 1944,  оне су се суочиле са опасношћу од заразе болестима  и морале су да раде 18 до 20 сати.  Након депортација 1944. године, број медицинских сестара је значајно смањен и свака медицинска сестра је морала да брине о 65 или више затвореника. 

### Одељење за транспорт
СС је диктирао квоте за број људи које треба депортовати према старости и националности. У оквиру овога, Одељење за транспорт је бирало који ће људи бити депортовани. Ако је неко изабран за транспорт, било је могуће уложити жалбу, али су у пракси такве жалбе ретко прихватане. Улога самоуправе у организовању транспорта довела је до значајних критика.   Међутим, Рут Бонди тврди да је самоуправа користила своју моћ над транспортом да што више спасе децу и младе, а на успех ове политике говори и чињеница да је 20.000 таквих појединаца остало у Терезину до депортација у јесен 1944, када је СС директно бирао појединце за депортацију. 

### Канцеларија за заштиту младих
Током живота гета, у Терезину је живело око 15.000 деце, од којих је око 90% умрло након депортације.  Канцеларија за заштиту младих је била одговорна за њихово становање, негу и образовање.  Пре јуна 1942. године, када су чешки цивили исељени из града, деца су живела са родитељима у касарни и остала би без надзора током дана.  Након исељења грађана, неке од кућа преузела је Канцеларија за бригу о младима на коришћење као домове за децу. Намера је била да се деца донекле изолују од сурових услова у гету како не би подлегла „деморализацији“. Уз помоћ наставника и помагача регрутованих од бивших васпитача и ученика, деца су живела у колективима од 200–300 по кући,  раздвојена језиком.  Унутар сваке куће деца су распоређена у собе према полу и старости. Њихов смештај је био бољи од смештаја осталих затвореника, а такође су били боље храњени. 
Руководство Канцеларије за заштиту младих, укључујући њеног шефа Егона Редлиха, и Редлиховог заменика Фредија Хирша, били су левичарски ционисти са прошлошћу у омладинским покретима.  Међутим, Редлих се сложио да је боље квалитетно неционистичко образовање од лошег ционистичког. Због тога је идеолошки квалитет образовања зависио од склоности особе која је водила дом; ово је формализовано у споразуму из 1943. године.  Према историчарки Ани Хајковој, ционисти су сматрали домове за младе као хакхшару (припрему) за будући живот у кибуцу у Палестини;  Роткирхен тврди да је заједница дечјих домова подсећала на кибуце. Различити просветни радници су користили асимилацију, комунизам или ционизам као основу својих образовних филозофија; комунистичка филозофија је порасла након војних победа Црвене армије на Источном фронту 1943. и 1944. 
Иако је образовање било забрањено, наставници су наставили да тајно предају општеобразовне предмете укључујући чешки, немачки, историју, географију и математику. Учење хебрејског језика било је обавезно упркос повећаној опасности за просветне раднике ако буду ухваћени.  Деца су такође учествовала у културним активностима увече после наставе.  Многи дечји домови су производили часописе, од којих је најпознатији Ведем из Првог дома (Л417).   Стотине деце су цртале под вођством бечког ликовног терапеута Фридла Дикер-Брандајса.  Према Роткирхену, брига о деци је била највеће достигнуће самоуправе , а цртежи које су деца оставила били су  „најдрагоценије наслеђе“ логора. 

## Услови
Услови у гету су варирали у зависности од статуса затвореника. Већина затвореника морала је да живи у пренатрпаним колективним спаваоницама са шездесет до осамдесет људи по соби; мушкарци, жене и деца живели су одвојено. Неколико затвореника, посебно оних који су имали везе, успели су да направе приватне „кућице“ (чеш. kumbál) на таванима барака.  Неки „истакнути“ затвореници и дански Јевреји добили су приватне станове у пролеће 1944. за посету Црвеног крста.  И пре посете Црвеног крста, „истакнути“ појединци су добијали боље услове за живот и више хране, а њихову депортацију је могао да нареди само СС (не самоуправа), што је резултирало знатно већом могућношћу преживљавања. 
Храна је генерално била неадекватна и њена дистрибуција је такође била неправедна. Они који нису радили, углавном старији, добијали су 60% мање хране од физичких радника, због чега су многи умрли од глади. 92% смртних случајева било је међу онима старијим од шездесет година, а скоро сви старији затвореници који нису депортовани умрли су у логору. Млађи људи се нису суочили са глађу, иако су многи смршали. 
Већина Јевреја између 16 и 60  или 65 година  била је приморана да ради у просеку 69 сати недељно, често на физички захтевним пословима.  Многе жене су радиле као домаћице, медицинске сестре или на нижим позицијама у кухињама, или у повртњацима. Мушкарци су обављали администрацију, а радили су и у разним радионицама, укључујући столарске, кожне и кројачке, и у рудницима у Кладну. Неки су радили и на СС војним пројектима.   Међутим, велика популација старијих људи и оронуло стање инфраструктуре гета спречили су да гето постане користан индустријски центар за немачке ратне напоре. Преко 90% рада је утрошено на одржавање. 

## Културни живот
Терезин се одликовао богатим културним животом, посебно 1943. и 1944. године, који је умногоме надмашио онај у другим нацистичким концентрационим логорима и гетима.  Затвореници су били ослобођени уобичајених правила нацистичке цензуре и забране „дегенерисане уметности“.  Почели су са спонтаним „вечерима пријатељства“ које су организовали први затвореници у децембру 1941; многи перспективни уметници стигли су у транспортима Aufbaukommando-а, укључујући музичаре Карела Швенка, Рафаела Шехтера и Гидеона Клајна. Швенков "Терезински марш" постао је незванична химна гета. Касније су активности биле спонзорисане од стране самоуправе и организоване од стране Freizeitgestaltung („Одељење слободног времена“, ФЗГ),  на челу са Отом Цукером.  Цукерово одељење је имало широк избор уметника. Иако је већина извођача поред креативне активности морала да ради пуно радно време и на другим пословима, неколико их је ангажовао ФЗГ. Међутим, ФЗГ је био необично ефикасан у ослобађању извођача од депортације. Пошто се од жена очекивало да поред пуног радног времена обављају и кућне послове, а мушкарци су постављани за диригенте и редитеље који бирају извођаче, врло мали број жена је могао да учествује у културном животу.  Званични напори да се побољша квалитет извођења појачани су током процеса „улепшавања“ који је започео децембра 1943. 
Многи музичари су наступали у гету. Карел Анчерл је дириговао оркестром састављеним углавном од професионалних музичара.  Карл Фишер, моравски кантор, водио је разне хорове.   Ghetto Swingers изводили су џез музику,  а Виктор Улман је компоновао више од 20 дела док је био у затвору у Терезину, укључујући оперу Der Kaiser von Atlantis.  Дечја опера Brundibár, коју је 1938. компоновао Ханс Краса, први пут је изведена у Терезину 23. септембра 1943. године. Хит, извођен је 55 пута (отприлике једном недељно) до транспорта у јесен 1944.  Рад музичара су експлоатисали нацисти у два пропагандна филма снимљена у гету.  Само друштвена елита је могла да добије карте за догађаје, а присуство музичким и позоришним представама постало је статусни симбол. 
Визуелну уметност је развио круг уметника, укључујући Беджиха Фриту, Норберта Тролера, Леа Хаса, Ота Унгара и Петра Кина, који су званично били запослени у Одељењу за уметност самоуправног одељења да креирају цртеже и графике о раду у Терезину по наређењу СС. Уметници су, међутим, у слободно време приказали стварне услове гета.  Неколико од ових уметника је ухваћено како кријумчаре своја дела из гета. Оптужени за „пропаганду зверства“, ухапшени су 20. јула 1944. и мучени у Малој тврђави.  Велики део њихових уметничких дела је поново откривен тек много година касније, али је био користан алат за историчаре да сагледају елиту гета, као и широко распрострањену беду у гету. 
Централна библиотека гетоа отворена је у новембру 1942. и садржала је 60.000 књига и 15 стално запослених библиотекара до краја 1943. године. За директора библиотеке, Централни секретаријат је именовао филозофа Емила Утица, који је појединачно одобравао позајмљиваче.  На крају је нарасла на преко 100.000 томова из јеврејских библиотека широм Европе  или су их затвореници донели у гето.  Библиотеку су критиковали због великог удела дела на хебрејском језику и недостатка белетристике, али затвореници су били жељни било какве врсте штива.   Најмање 2.309 предавања је одржано у гету, о разним темама, укључујући јудаизам, ционизам, уметност, музику, науку и економију, од стране 489 различитих људи, што је довело до тога да се гето описује као „отворени универзитет“. 
Терезин је био једини нацистички концентрациони центар у коме верска служба није била забрањена.  Иако су сви били Јевреји према Нирнбершким законима, депортовани су долазили из широког спектра јудаизма и хришћанства; неки су били и атеисти.   Неке заједнице и појединци, посебно из Моравске, донели су своје свитке Торе, шофаре (овнов рог као музички инструмент за религиозне потребе), тефилине (црна кожна кутија за свитке) и друге верске предмете са собом у гето. Еделштајн, који је био религиозан, именовао је тим рабина да надгледа сахрану мртвих.  Верници, који су углавном били старији Јевреји из Аустрије и Немачке, често су се окупљали у импровизованим областима да се моле на Шабат. Рабини Рихард Федер и Лео Бек служили су не само Јеврејима, већ и хришћанским преобраћеницима и другима којима је била потребна утеха. 
Различити затвореници и коментатори различито су гледали на културни живот Терезина. Адлер наглашава да је необично велики број затвореника био културно активан; међутим, културна делатност је могла довести до неке врсте самообмане о стварности. Улман је веровао да те активности представљају духовни отпор нацизму и „искру човечанства“:  „Ни у ком случају нисмо "седели плачући поред вавилонских река"; наши напори у уметности били су сразмерни нашој вољи за животом“. 

## Пропаганда
У јуну 1943. године, делегација немачког Црвеног крста (ДРК) посетила је гето. Упркос чињеници да су ДРК водили СС лекари који су били укључени у нацистичке експерименте на људима, извештај Валтера Хартмана је тачно описао услове у гету: „ужасан“ и „страшно пренасељен“. Хартман је известио да су затвореници били озбиљно потхрањени и да је медицинска нега потпуно неадекватна. У јулу, Ватикан је затражио али одбијена му је дозвола да пошаље делегацију у гето. 
Међународни комитет црвеног крста (МКЦК), који је био под све већим притиском Данске,  јеврејских организација и чехословачке владе у егзилу да интервенишу у корист Јевреја, затражио је да посете Терезин у новембру 1943.   Није јасно у којој мери је МКЦК ценио тачност извештаја о Терезину,  с обзиром на то да је имао приступ независним информацијама које потврђују да су затвореници транспортовани у Аушвиц и тамо убијени.  Данска влада је такође вршила притисак на нацисте да дозволе посету, због данских Јевреја који су тамо депортовани крајем 1943. Приликом посете Данској у новембру 1943. Ајхман је обећао данским представницима да ће им бити дозвољено да посете логор у пролеће 1944.   Крајем маја, Епштајну, Цукеру и другим вођама Терезина било је дозвољено да потпишу писма која је диктирао СС, која су послата Комитету за помоћ и спасавање, јеврејској организацији у Будимпешти. Рудолф Кастнер, вођа комитета, проследио је писмо у иностранство, што је изазвало неоправдано позитиван утисак о Терезину.  Комисија која је посетила 23. јуна 1944. укључивала је Мориса Росела, представника МКЦК-а; Е. Јуел-Хенингсена, главног лекара у данском Министарству здравља; и Франца Хваса, највишег државног службеника у данском министарству иностраних послова. 
Посетиоци су провели осам сати унутар Терезина, вођени унапред одређеним путем  и дозвољено им је да разговарају само са данским Јеврејима и одабраним представницима, укључујући Пола Епштајна.  Возио их је у лимузини СС официр који се представљао као његов возач,   Еппштајн је био приморан да одржи говор написан од стране СС  у којем је Терезин описао као „нормалан сеоски град“ чији је био „градоначелник“,   и посетиоцима дао измишљене статистичке податке. Још увек је имао модро око од Рамовог батинања, и покушао је да упозори Росела да за затворенике Терезина „нема излаза“.   За госте је такође приређена фудбалска утакмица и представа дечје опере Brundibár.  Росел је известио да су услови у гету били повољни — чак и бољи него за цивиле у Протекторату — и да нико није депортован из Терезина. 
Док су припреме за посету Црвеног крста биле у току, СС је у међувремену наредио једном затворенику, вероватно Јинджиху Вајлу, да напише сценарио за пропагандни филм.  Режирали су га немачки јеврејски затвореник Курт Герон и чешки редитељ Карел Печени под надзором СС-а, а монтирала Печенијева компанија Актуалита. Једна сцена је снимљена 20. јануара 1944. године, али већина снимања се одвијала током једанаест дана између 16. августа и 11. септембра 1944.  Филм, званично Theresienstadt. Ein Dokumentarfilm aus dem jüdischen Siedlungsgebiet („Терезин: Документарни филм из подручја јеврејских насеља“), јеврејски затвореници су назвали Der Führer schenkt den Juden eine Stadt („Фирер даје град Јеврејима“).  Завршен 28. марта 1945, филм је имао за циљ да дискредитује извештаје о геноциду над Јеврејима који су стигли до западних савезника и неутралних земаља, али је приказан само четири пута и није постигао свој циљ. 

## Статистика
Отприлике 141.000 Јевреја, углавном из Протектората, Немачке и Аустрије, послато је у Терезин пре 20. априла 1945. Већина је дошла из само пет градова: Прага (40.000), Беча (15.000), Берлина (13.500), Брна (9.000) и Франкфурта (4.000).  Између 13.500 и 15.000 преживелих у маршевима смрти стигло је након тог датума, укључујући око 500 људи који су два пута били у Терезину, што доводи до 154.000.  Пре 20. априла, 33.521 особа је умрла у Терезину, а додатних 1.567 људи је умрло између 20. априла и 30. јуна.  88.196 људи је депортовано из Терезина између 9. јануара 1942. и 28. октобра 1944.  Од затвореника који су стигли пре 20. априла, 17.320 је ослобођено у Терезину,  око 4.000 је преживело депортацију,  и 1.630 су спашени пре краја рата.   Све у свему, било је око 23.000 преживелих. 
Још 239 људи је пребачено у Малу тврђаву пре 12. октобра 1944; већина је тамо убијена. Гестапо је 20. фебруара 1945. покупио још 37 других. Пре 1945, 37 људи је побегло, а дванаест је ухваћено и враћено у Терезин; према Адлеру, мало је вероватно да је већина преосталих била успешна. Још 92 особе су побегле почетком 1945, а 547 је отишло сопственом неовлашћеном акцијом након одласка СС-а 5. маја. 

## Послератна суђења
Чехословачке власти су кривично гониле неколико припадника СС-а који су служили у Терезину, укључујући сва три команданта. Зајдл и Рам су изручени Чехословачкој, суђени, осуђени и погубљени за своје злочине. Осуђен у одсуству и осуђен на смрт, Бургер је успео да избегне хапшење и живео је под лажним именом у Западној Немачкој до своје смрти 1991. године. Чешки жандармски командант Теодор Јанечек умро је у затвору 1946. чекајући суђење. Чешки суд у Литомјержицама прогласио је периметарског чувара, Мирослава Хасенкопфа, кривим за издају и осудио га на 15 година затвора; умро је у затвору 1951. 

## Наслеђе
Године 1947. одлучено је да се Мала тврђава претвори у споменик жртвама нацистичких прогона.  Адлер је после рата спасао велики број докумената и слика из Терезина и предао их Јеврејском музеју у Прагу; овај материјал је чинио темељ колекција које се сада чувају у Јеврејском музеју у Прагу и у самом Терезину. Међутим, јеврејско наслеђе није било признато у послератној ери јер се није уклапало у совјетску идеологију класне борбе промовисану у послератној Чехословачкој Социјалистичкој Републици, и дискредитовало је званичну позицију антиционизма (пример је суђење Сланском из 1952. и интензивирано након Шестодневног рата 1967).   Иако су у бившем гету постојале спомен-плоче, ниједна није помињала Јевреје. 
Музеј гета у Терезину је свечано отворен у октобру 1991, након што је Плишана револуција окончала комунистичку власт у Чехословачкој, у оквиру обележавања педесете годишњице некадашњег гета.  Музеј финансира чешко министарство културе и укључује део посвећен истраживању историје Терезина.  Године 2001. директор је известио да око 250.000 људи сваке године посети Терезин; међу истакнутим посетиоцима били су немачки председници Рихард фон Вајзекер и Роман Херцог, израелски председници Хаим Херцог и Езер Вајцман, као и Вацлав Хавел, председник Чешке.  2015. године, бивша државна секретарка Сједињених Држава Мадлен Олбрајт открила је плочу на некадашњем гету у знак сећања на њених 26 рођака који су тамо били затворени. 

### Цитати
1. ↑  Blodig & White 2012, стр. 177, 180.
2. 1 2 3  United States Holocaust Memorial Museum 2018, Establishment.
3. ↑  Rothkirchen 2006, стр. 234.
4. ↑  Rothkirchen 2006, стр. 239.
5. ↑  United States Holocaust Memorial Museum 2018, "Retirement Settlement".
6. 1 2  United States Holocaust Memorial Museum 2018.
7. 1 2 3 4  Blodig & White 2012, стр. 180.
8. 1 2 3 4  Rothkirchen 2006, стр. 235.
9. ↑  Brush 2004, стр. 862.
10. ↑  Hájková 2013, стр. 520.
11. ↑  Kárný 1999, стр. 10.
12. ↑  Bondy 1984, стр. 8.
13. ↑  Rothkirchen 2006, стр. 234, 240.
14. ↑  Adler 2017, стр. 64.
15. ↑  Adler 2017, стр. 33, 605.
16. 1 2 3 4  Blodig & White 2012, стр. 181.
17. 1 2 3  Rothkirchen 2006, стр. 236.
18. ↑  Bondy 1984, стр. 6.
19. 1 2 3 4 5  Hájková 2011.
20. 1 2  United States Holocaust Memorial Museum 2018, Concentration/Transit Camp for German and Austrian Jews.
21. ↑  Rothkirchen 2006, стр. 238.
22. ↑  Bondy 1984, стр. 5–6.
23. ↑  Adler 2017, стр. 33.
24. ↑  Adler 2017, стр. 469.
25. ↑  Rothkirchen 2006, стр. 242.
26. ↑  Terezín Initiative 2016.
27. ↑  Kárný 1999, стр. 9.
28. ↑  Adler 2017, стр. 4.
29. 1 2  Rothkirchen 2006, стр. 239–240.
30. ↑  Rothkirchen 2006, стр. 242–243.
31. ↑  Bauer 1994, стр. 114.
32. ↑  Rothkirchen 2006, стр. 243.
33. ↑  Klibanski 1995, стр. 93.
34. ↑  Adler 2017, стр. 127.
35. ↑  Klibanski 1995, стр. 94.
36. ↑  Rothkirchen 2006, стр. 244.
37. ↑  Hájková 2015, стр. 86.
38. ↑  United States Holocaust Memorial Museum 2018, Other Prisoners.
39. 1 2 3  Rothkirchen 2006, стр. 254.
40. ↑  Adler 2017, стр. 53.
41. ↑  Kárný 1994.
42. ↑  Adler 2017, стр. 160–161.
43. ↑  Adler 2017, стр. 615.
44. ↑  Rothkirchen 2006, стр. 244, 254–255.
45. 1 2  Stránský 2011.
46. 1 2 3 4 5 6 7 8  United States Holocaust Memorial Museum 2018, Red Cross Visit.
47. 1 2 3  Rothkirchen 2006, стр. 267.
48. 1 2 3  Rothkirchen 2006, стр. 259.
49. 1 2 3  Rothkirchen 2006, стр. 245.
50. ↑  Schur 1997.
51. 1 2 3 4 5 6 7 8  Blodig & White 2012, стр. 182.
52. ↑  Adler 2017, стр. 155.
53. 1 2  Adler 2017, стр. 50.
54. ↑  Rothkirchen 2006, стр. 245–246.
55. 1 2 3  Kasperová 2013, стр. 44.
56. ↑  Rothkirchen 2006, стр. 260.
57. ↑  Hájková 2014, стр. 47.
58. ↑  Redlich 1992, стр. 162.
59. ↑  Adler 2017, стр. 160.
60. ↑  Schur 1997, стр. 4.
61. ↑  Adler 2017, стр. 34, 53, 159.
62. 1 2 3 4  United States Holocaust Memorial Museum 2018, Final Weeks, Liberation, and Postwar Trials.
63. ↑  Adler 2017, стр. 31, 158.
64. 1 2 3 4  Adler 2017, стр. 40.
65. ↑  Adler 2017, стр. 162.
66. ↑  Rothkirchen 2006, стр. 246.
67. ↑  Adler 2017, стр. 171–172.
68. ↑  Adler 2017, стр. 173.
69. 1 2 3 4  Rothkirchen 2006, стр. 247.
70. ↑  Adler 2017, стр. 618.
71. 1 2  Adler 2017, стр. 619.
72. ↑  Bondy 1984, стр. 1.
73. 1 2 3 4 5  United States Holocaust Memorial Museum 2018, SS and Police Structure.
74. ↑  Adler 2017, стр. 513–514.
75. ↑  Rothkirchen 2006, стр. 227.
76. ↑  Rothkirchen 2006, стр. 234–235.
77. ↑  Adler 2017, стр. 64, 69.
78. ↑  Rothkirchen 2006, стр. 235–236.
79. 1 2  Hájková 2014, стр. 41.
80. ↑  Adler 2017, стр. 181–204.
81. ↑  Hájková 2013, стр. 504, 514.
82. ↑  Adler 2017, стр. 309, 316.
83. ↑  Adler 2017, стр. 309.
84. 1 2  Adler 2017, стр. 226–227.
85. ↑  Hájková 2014, стр. 42.
86. ↑  Brush 2004, стр. 861.
87. 1 2 3  Brush 2004, стр. 863.
88. 1 2  Brush 2004, стр. 869.
89. ↑  Brush 2004, стр. 865.
90. ↑  Rothkirchen 2006, стр. 238–239.
91. ↑  Bondy 1984, стр. 6–7.
92. ↑  Redlich 1992, xiii.
93. ↑  Rothkirchen 2006, стр. 240–241.
94. 1 2  Rothkirchen 2006, стр. 241.
95. ↑  Kasperová 2013, стр. 45.
96. 1 2  Kasperová 2013, стр. 46.
97. ↑  Hájková 2014, стр. 43.
98. 1 2  Rothkirchen 2006, стр. 279.
99. ↑  Kasperová 2013, стр. 40.
100. ↑  Rothkirchen 2006, стр. 280.
101. ↑  Rothkirchen 2006, стр. 278.
102. ↑  Rothkirchen 2006, стр. 282.
103. ↑  Hájková 2013, стр. 511.
104. ↑  Plato, Schlesinger & Conill 2001, стр. 145.
105. ↑  Hájková 2013, стр. 510–511.
106. 1 2  Hájková 2013, стр. 510.
107. ↑  Brush 2004, стр. 864.
108. ↑  Hájková 2013, стр. 512–513.
109. 1 2 3  Rothkirchen 2006, стр. 266.
110. ↑  Rothkirchen 2006, стр. 266–267.
111. 1 2  Rothkirchen 2006, стр. 270.
112. ↑  Margry 1992, стр. 156.
113. 1 2  Margry 1992, стр. 153.
114. ↑  Rothkirchen 2006, стр. 274.
115. ↑  Štěpková 2011.
116. ↑  Rothkirchen 2006, стр. 272.
117. ↑  Rothkirchen 2006, стр. 272–273.
118. ↑  Intrator 2007, стр. 515.
119. ↑  Intrator 2007, стр. 513.
120. ↑  Intrator 2007, стр. 517.
121. ↑  Intrator 2007, стр. 516.
122. ↑  Rothkirchen 2006, стр. 269.
123. 1 2  Rothkirchen 2006, стр. 281.
124. ↑  Rothkirchen 2006, стр. 245, 276.
125. ↑  Rothkirchen 2006, стр. 265.
126. ↑  Rothkirchen 2006, стр. 252.
127. 1 2  Rothkirchen 2006, стр. 256.
128. ↑  Farré & Schubert 2009, стр. 69–70.
129. ↑  Rothkirchen 2006, стр. 253–254.
130. ↑  Farré 2012, стр. 1390.
131. ↑  Fleming 2014, стр. 199.
132. ↑  Fleming 2014, стр. 214–215.
133. ↑  Fleming 2014, стр. 216.
134. ↑  Rothkirchen 2006, стр. 255–256.
135. ↑  Farré & Schubert 2009, стр. 71.
136. ↑  Brenner 2009, стр. 228.
137. 1 2  Rothkirchen 2006, стр. 257.
138. ↑  Rothkirchen 2006, стр. 256, 258.
139. ↑  Rothkirchen 2006, стр. 258.
140. 1 2  Margry 2016.
141. ↑  Margry 1992, стр. 150–151.
142. ↑  Margry 1992, стр. 153–154.
143. 1 2  Adler 2017, стр. 37.
144. ↑  Adler 2017, стр. 38.
145. ↑  Hájková 2016, стр. 3.
146. ↑  Adler 2017, стр. 40–41.
147. 1 2  Munk 2001, стр. 17.
148. ↑  Munk 2001, стр. 18.
149. 1 2  Munk 2008, стр. 75.
150. ↑  Munk 2001, стр. 19.
151. ↑  Munk 2008, стр. 76.
152. ↑  Lazarová 2015.

### Штампани извори
- Adler, H. G. (2017) [1955]. Theresienstadt 1941–1945: The Face of a Coerced Community (на језику: енглески). Превод: Cooper, Belinda. Cambridge: Cambridge University Press. ISBN 9780521881463.
- Bauer, Yehuda (1994). Jews for Sale?: Nazi-Jewish Negotiations, 1933–1945 (на језику: енглески). New Haven: Yale University Press. ISBN 9780300059137.
- Blodig, Vojtěch; White, Joseph Robert (2012).  Megargee, Geoffrey P.; Dean, Martin, ур. Ghettos in German-Occupied Eastern Europe. Encyclopedia of Camps and Ghettos, 1933–1945 (на језику: енглески). 2. United States Holocaust Memorial Museum. ISBN 978-0-253-00202-0.
- Bondy, Ruth (1984). „The Theresienstadt Ghetto: Its Characteristics and Perspective”.  Ур.: Gutman, Israel; Saf, Avital. The Nazi concentration camps (на језику: енглески). Jerusalem: Yad Vashem. стр. 303—314. From an online version Архивирано на веб-сајту  (16. мај 2017) paginated 1–11.
- Brenner, Hannelore (2009). The Girls of Room 28: Friendship, Hope, and Survival in Theresienstadt (на језику: енглески). Knopf Doubleday Publishing Group. ISBN 9780805242706.
- Brush, Barbara L. (2004). „Nursing Care and Context in Theresienstadt”. Western Journal of Nursing Research. 26 (8): 860—871. PMID 15539532. doi:10.1177/0193945904265333.
- Farré, Sébastien (2012). „The ICRC and the detainees in Nazi concentration camps (1942–1945)”. International Committee of the Red Cross (на језику: енглески). 94 (888): 1381—1408. doi:10.1017/S1816383113000489. Архивирано из оригинала 29. 08. 2019. г. Приступљено 27. 04. 2022.
- Farré, Sébastien; Schubert, Yan (2009). „L'illusion de l'objectif.” [The Illusion of the Objective]. Le Mouvement Social (на језику: француски). 227 (2): 65—83. doi:10.3917/lms.227.0065.
- Fleming, Michael (2014). Auschwitz, the Allies and Censorship of the Holocaust (на језику: енглески). Cambridge: Cambridge University Press. ISBN 9781139917278.
- Hájková, Anna (2013). „Sexual Barter in Times of Genocide: Negotiating the Sexual Economy of the Theresienstadt Ghetto”. Signs. 38 (3): 503—533. doi:10.1086/668607.
- Hájková, Anna (2014). „To Terezín and Back Again: Czech Jews and their Bonds of Belonging from Deportations to the Postwar” (PDF). Dapim: Studies on the Holocaust. 28 (1): 38—55. doi:10.1080/23256249.2014.881594.
- Hájková, Anna (2015). „"Poor devils" of the Camps: Dutch Jews in the Terezín Ghetto, 1943–1945”. Yad Vashem Studies. 43 (1): 77—111. ISSN 0084-3296. doi:10.17613/m61s8d.
- Hájková, Anna (2020). The Last Ghetto; An Everyday History of Theresienstadt. New York: Oxford University Press. ISBN 9780190051778.
- Intrator, Miriam (2007). „"People were literally starving for any kind of reading": The Theresienstadt Ghetto Central Library, 1942-1945”. Library Trends. 55 (3): 513—522. doi:10.1353/lib.2007.0009. |hdl-приступ= захтева |hdl= (помоћ)
- Kárný, Miroslav (1999). „Fragen zum 8. März 1944” [Questions about 8 March 1944]. Theresienstädter Studien und Dokumente (на језику: немачки) (6): 9—42.
- Kasperová, Dana (2013). „Reflections on the focus of education in the Theresienstadt ghetto based on reports by Theresienstadt's educators”. Studia Paedagogica. 18 (4): 37—56. doi:10.5817/SP2013-4-3 .
- Klibanski, Bronka (1995). „Kinder aus dem Ghetto Bialystok in Theresienstadt” [Children from the Białystok Ghetto in Theresienstadt]. Theresienstädter Studien und Dokumente (на језику: немачки) (2): 93—106.
- Margry, Karel (јануар 1992). „'Theresienstadt' (1944–1945): The Nazi propaganda film depicting the concentration camp as paradise”. Historical Journal of Film, Radio and Television (на језику: енглески). 12 (2): 145—162. ISSN 0143-9685. doi:10.1080/01439689200260091.
- Margry, Karel (2016). „A False Start. The Filming at Theresienstadt of January 20, 1944”. Apparatus. Film, Media and Digital Cultures of Central and Eastern Europe (на језику: енглески). 2—3. ISSN 2365-7758. doi:10.17892/app.2016.0002-3.54.
- Munk, Jan (2001). „The Terezín Memorial in the year 2000”. Museum International (на језику: енглески). 53 (1): 17—20. ISSN 1350-0775. doi:10.1111/1468-0033.00293.
- Munk, Jan (2008). „Activities of Terezín Memorial”. The Public Historian. 30 (1): 73—79. doi:10.1525/tph.2008.30.1.73.
- Plato, Alice v.; Schlesinger, Henriette; Conill, Montse (2001). „Prisioneros "prominentes" en Theresienstadt (Terezín, República Checa)” ["Prominent" prisoners at Theresienstadt (Terezín, Czech Republic)]. Historia, Antropología y Fuentes Orales (на језику: шпански) (25): 143—150. JSTOR 27753067.
- Redlich, Egon (1992).  Friedman, Saul, ур. The Terezin Diary of Gonda Redlich. Превод: Kutler, Laurence. Lexington: University Press of Kentucky. ISBN 9780813118048.
- Rothkirchen, Livia (2006). The Jews of Bohemia and Moravia: Facing the Holocaust (на језику: енглески). Lincoln: University of Nebraska Press. ISBN 978-0803205024.

### Веб извори
- Hájková, Anna (6. 5. 2011). „The Piano Virtuoso Who Didn't Play in Terezín, or, Why Gender Matters”. The Orel Foundation. Приступљено 3. 11. 2018.
- Hájková, Anna (2016). „Women as citizens in the Theresienstadt prisoner community”. Online Encyclopedia of Mass Violence (на језику: енглески): 1—15.
- Lazarová, Daniela (12. 6. 2015). „Albright unveils plaque to family members who perished in Holocaust onTerezín visit”. Radio Prague (на језику: енглески). Приступљено 1. 11. 2018.
- Schur, Herbert (1997). „Review of Karny, Miroslav, ed., Terezinska pametni kniha” (на језику: енглески). Приступљено 16. 9. 2018.
- Stránský, Matěj (19. 7. 2011). „Embellishment and the visit of the International Committee of the Red Cross to Terezín” (на језику: енглески). Terezín Initiative. Приступљено 15. 9. 2018.
- „Seznam transportů z Terezína” [List of transports from Theresienstadt] (на језику: чешки). Terezín Initiative. 1. 12. 2016. Приступљено 27. 10. 2018.
- Štěpková, Tereza (21. 8. 2011). „Brundibár” (на језику: енглески). Terezín Initiative. Приступљено 14. 11. 2018.
- „Theresienstadt”. Holocaust Encyclopedia (на језику: енглески). United States Holocaust Memorial Museum. Приступљено 25. 10. 2018.